# 福永フェリーターミナル

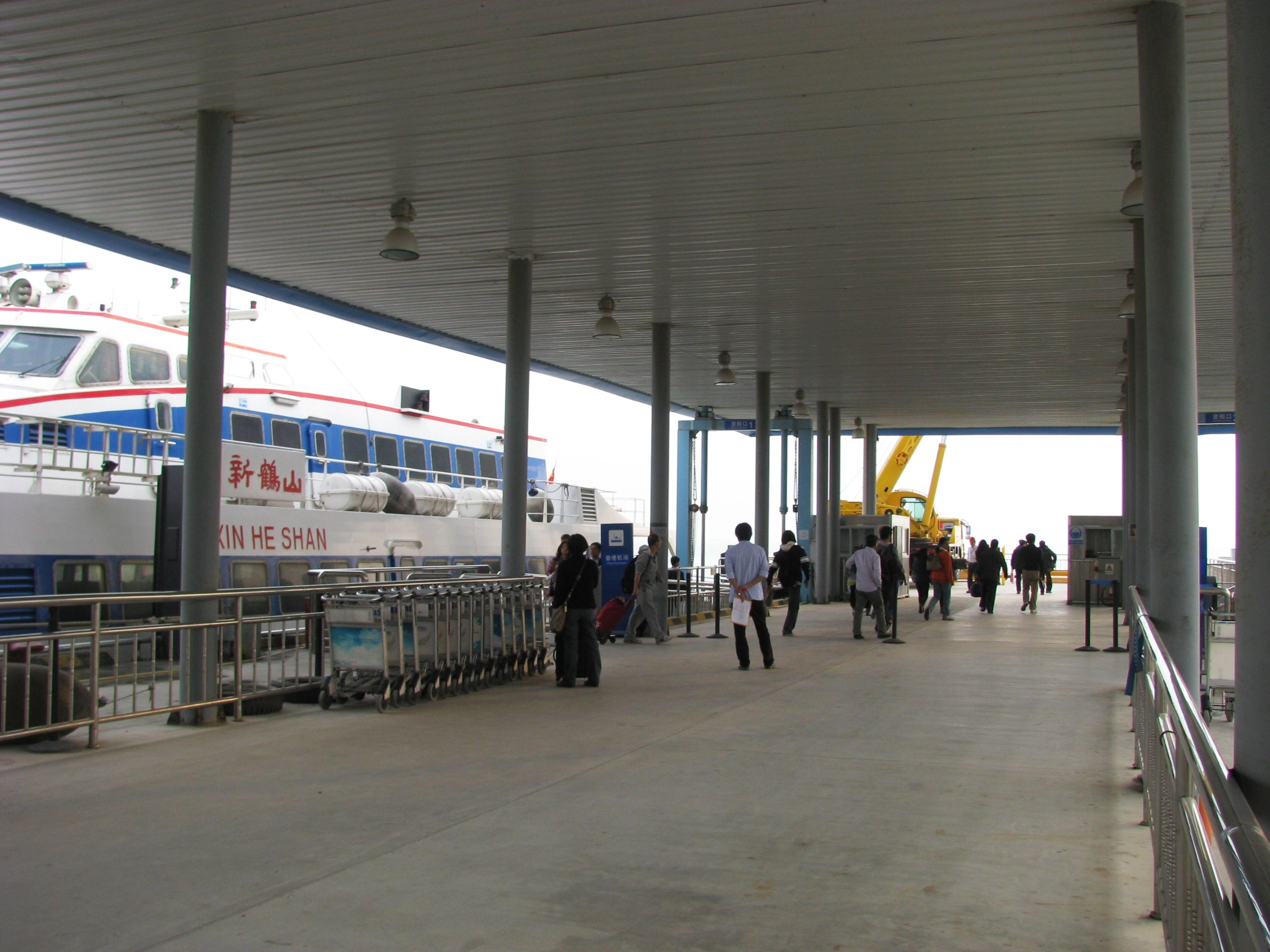
福永フェリーターミナル

深圳空港福永フェリーターミナル（福永フェリーターミナル或は福永港とも呼ぶ）は中華人民共和国広東省深圳市宝安区福永街道にある深圳宝安国際空港の西南2kmの距離にある。旅客のみならず、海上コンテナの積み降ろし港でもある。

## 定期航路
- 香港国際空港間は40分の航程。
- 屯門フェリーターミナル間は40分の航程。
- マカオ間は1時間の航程。
- 中山間は1時間の航程。

## ギャラリー

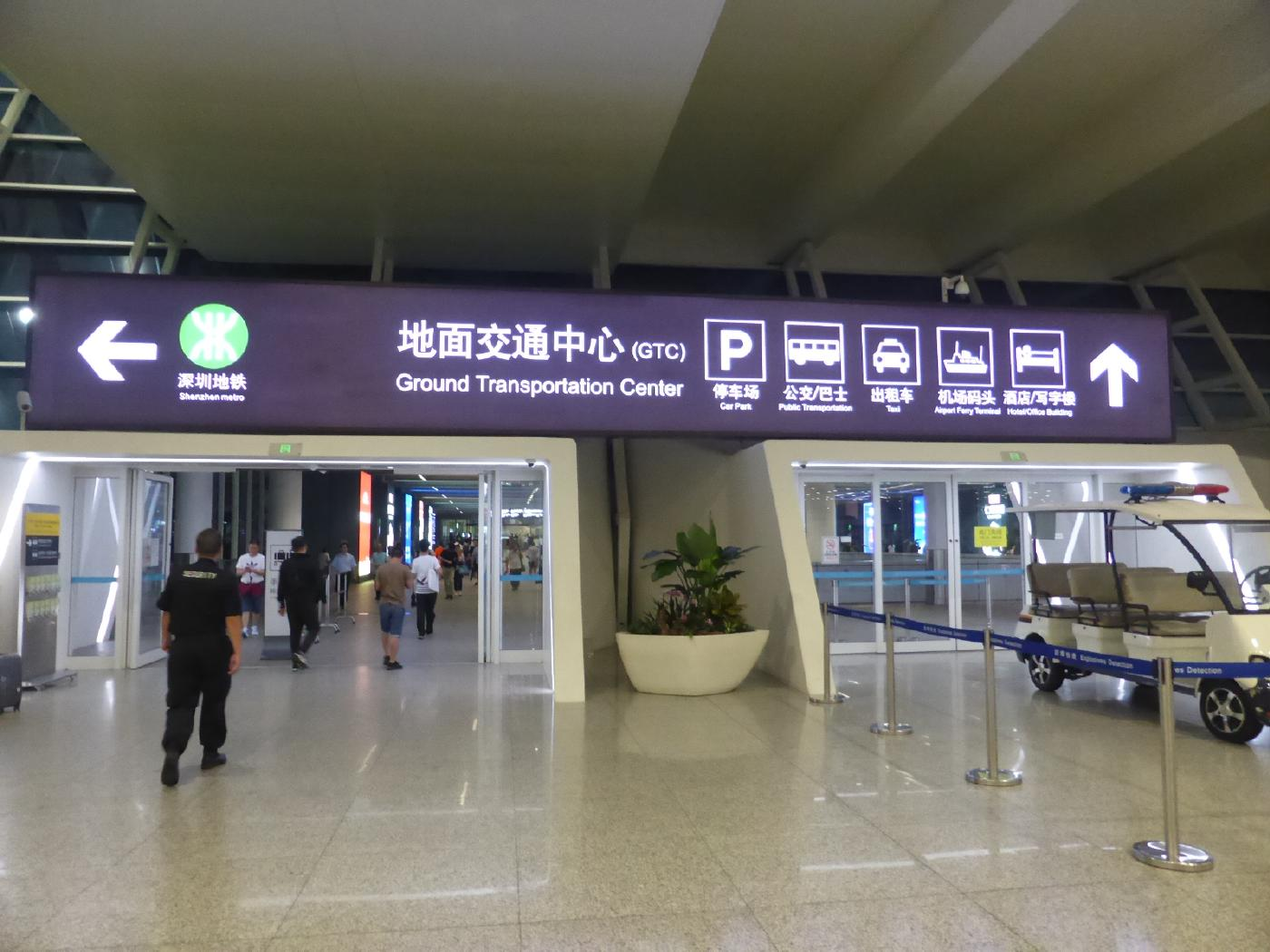
空港からGTC経由でフェリー乗り場に行く
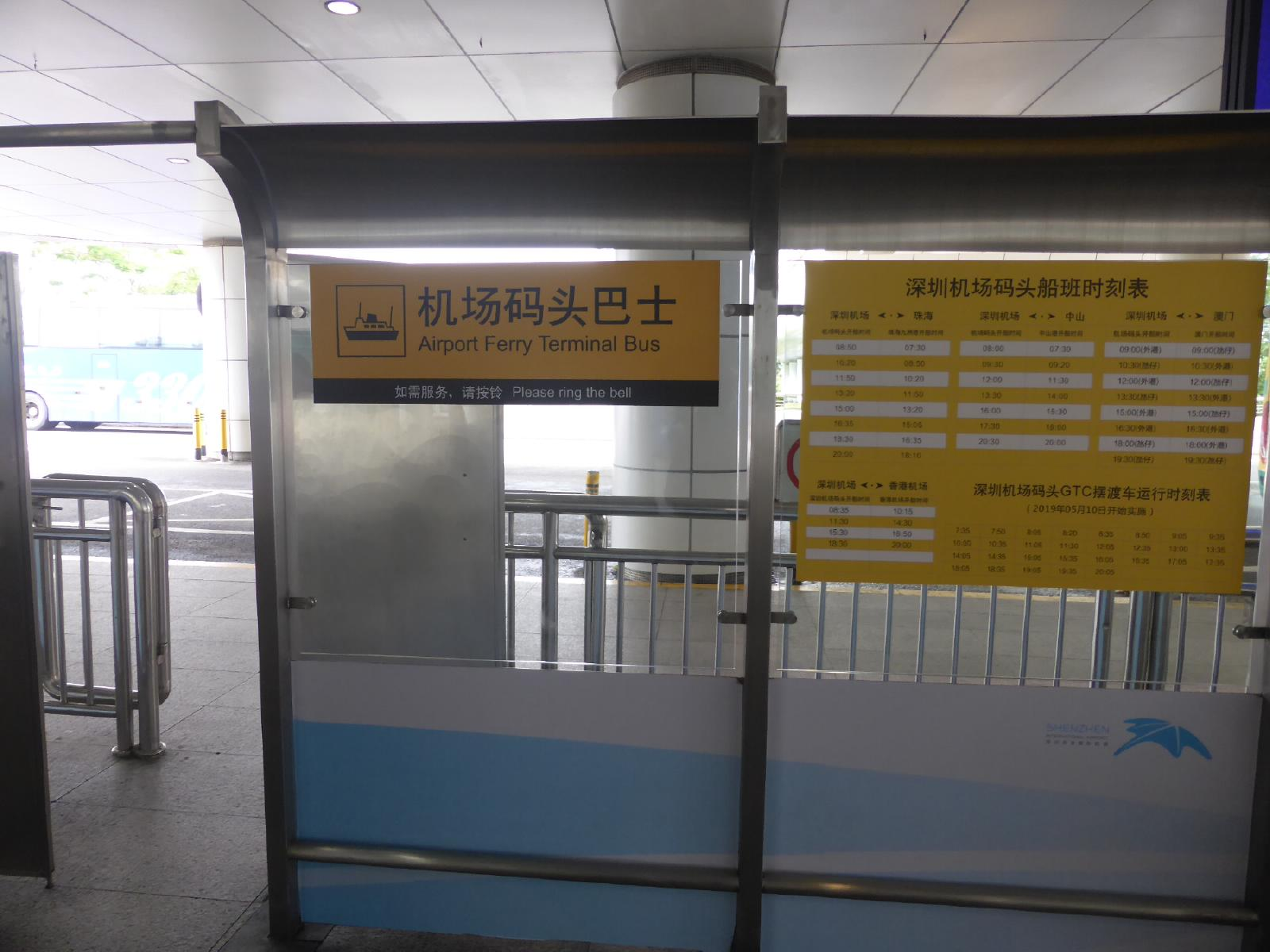
空港フェリーターミナルシャトルバス乗り場
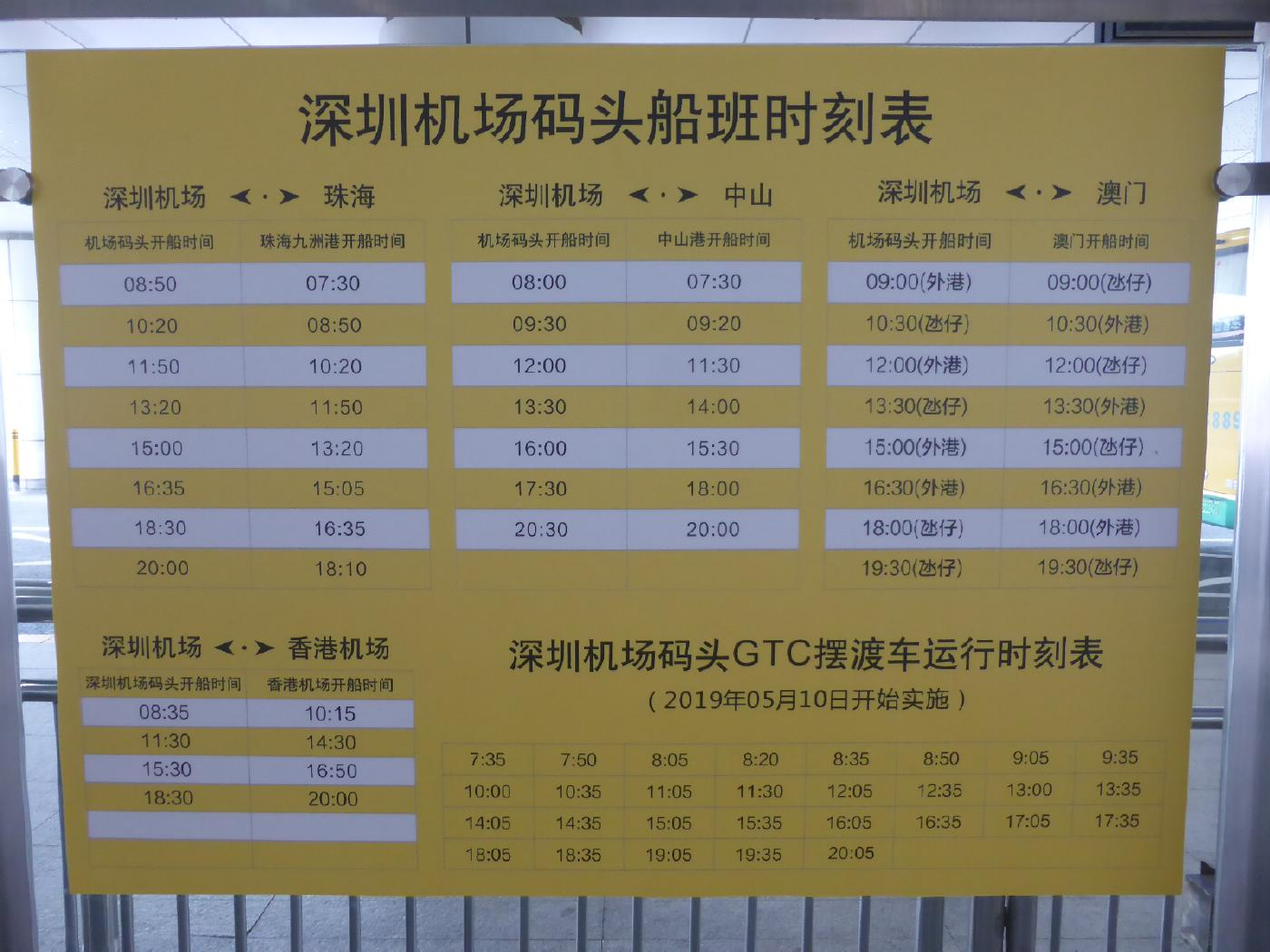
フェリー乗り場へのシャトルバスは30分毎

座標: 北緯22度39分36秒 東経113度48分18秒 / 北緯22.66000度 東経113.80500度